# Lucas Till
Lucas Daniel Till (Fort Hood, Texas, 10 augustus 1990) is een Amerikaans acteur. Hij is onder andere bekend door zijn rol uit Hannah Montana: The Movie, waarin hij het personage Travis Brody speelde. Ook speelde hij in de clip You Belong With Me, een nummer van Taylor Swift.
Toen hij tien jaar oud was, begon hij te acteren in reclamespots. Op zijn twaalfde had hij zijn eerste filmrol. Hij speelde vooral in Disney-speelfilms. Ook kreeg hij rollen in televisieseries, waaronder de serie House.
Till had een relatie met Miley Cyrus, tegenspeelster in Hannah Montana: The Movie.